# Jelly Roll
Pour les articles homonymes, voir Jelly Roll Morton.
Jelly Roll, nom de scène de Jason DeFord, né le 4 décembre 1984 à Nashville (Tennessee), est un auteur-compositeur-interprète américain de hip-hop et de musique country.

## Biographie

### Origines et jeunesse
Jason DeFord naît le 4 décembre 1984 dans le quartier d'Antioch, à Nashville (Tennessee),,. Il grandit au sein d'une fratrie de sept enfants, mais est le seul enfant issu de l'union de ses parents. Son père est boucher ; sa mère fait face à des problèmes psychiatriques et à des problèmes de toxicomanie,. Elle le surnomme Jelly Roll en raison de son importante corpulence, ce qu'il adopte ensuite comme nom de scène.
Durant son enfance, il écrit des poèmes, puis se met à rapper. Bien que sa mère écoute de l'outlaw country, il ne s'intéresse pas encore à cette musique. D'après lui, il écoute alors principalement du rap de Nashville et de Memphis, dont les rappeurs Haystak, Kool Daddy Fresh, Three 6 Mafia, 8Ball and MJG et Yo Gotti. Il dit avoir ensuite écouté du rap de la scène de Houston, ce qui influence sa musique.
Lorsqu'il est adolescent et jeune adulte, il est condamné plusieurs fois à de la prison pour des faits de vol avec violence et de trafic de stupéfiants. Il fait des allers et retours en prison durant huit ans. Il fait également face à des problèmes de toxicomanie,. En 2008, durant son incarcération, sa fille naît, ce qui lui fait prendre la décision d'arrêter de risquer de se retrouver emprisonné à nouveau,.

### Carrière dans le hip-hop
En 2009, après sa dernière sortie de prison, il publie le freestyle 10 Minute Freestyle sur YouTube. Ce freestyle est remarqué par Lil Wyte, qui commence à enregistrer régulièrement avec lui. En 2011, Lil Wyte le recrute pour faire partie de son trio de rappeurs SNO, avec le rappeur BPZ. Le trio, entièrement composé de rappeurs blancs, est une idée de DJ Paul et Juicy J. SNO sort l'album Year Round sur Wyte Records et Hypnotize Minds. Lors de l'enregistrement de l'album, Lil Wyte remarque la qualité du chant de Jelly Roll, ce qui pousse ce dernier à chanter plus par la suite. Jelly Roll sort un album avec Haystak la même année, Strictly Business, qui arrive à la 67e place du classement Top R&B/Hip-Hop Albums de Billboard.
En 2012, il sort son premier album solo, The Big Sal Story. Il sort également la mixtape Mid Grade Miracle. Le journal Nashville Scene loue le flow de Jelly Roll, « à la fois brut et doux », ainsi que ses beats. En 2013, il sort la mixtape Whiskey, Weed & Waffle House. La chaîne de restaurant Waffle House lui envoie une mise en demeure pour contrefaçon. Il change alors le titre de la mixtape en Whiskey, Weed & Women. Il sort également plusieurs albums collaboratifs : No Filter avec Lil Wyte, qui atteint la 17e place du Top R&B/Hip-Hop Albums ; et Business as Usual avec Haystak,,.
En 2014, il sort l'album Biggest Loser et l'EP Whiskey Sessions. En septembre 2015, il sort la mixtape Hangovers and Hot Chicken, qui a pour single la chanson Sunday Morning, sur laquelle est invité Uncle Kracker. Il entame le même mois une tournée nationale. En 2016, il sort l'album Sobriety Sucks et entame une tournée du même nom. Il sort également l'album No Filter 2 en collaboration avec Lil Wyte.
En 2017, il commence à s'éloigner du hip-hop pour se rapprocher de la musique country lorsqu'il débute la série d'albums collaboratifs Waylon & Willie avec Struggle Jennings. Il sort également l'album Addiction Kills. En 2018, il sort le deuxième et le troisième volume de la série d'albums collaboratifs Waylon & Willie et l'album solo Goodnight Nashville.
En 2019, il sort deux EP, Crosses and Crossroads et Whiskey Sessions 2. En mars 2020, il sort l'album A Beautiful Disaster, puis en octobre 2020, il sort l'album Self Medicated. La chanson Save Me, entièrement chantée, devient sa première chanson à être certifiée disque d'or par la Recording Industry Association of America. Il s'agit d'un tournant dans la carrière de Jelly Roll, qui se met ensuite à privilégier le chant par rapport rap,,.

### Carrière dans la musique country
En septembre 2021, il sort l'album Ballads of the Broken sur le label BBR Music Group, ce qui acte son passage à la country, l'album ne contenant qu'un seul couplet rappé et étant entièrement acoustique,,. Le même mois, il fait salle comble au Ryman Auditorium. En mai 2022, il est numéro 1 du classement Hot Rock & Alternative Songs de Billboard avec sa chanson Dead Man Walking. En décembre 2022, il remplit la Bridgestone Arena.
En janvier 2023, sa chanson Son of a Sinner atteint la première place du classement Hot Country Songs de Billboard. En février 2023, il bat le record de l'artiste au plus long règne au sein du classement Emerging Artist de Billboard, totalisant 25 semaines au sommet de ce classement. En avril 2023, il gagne trois prix pour sa chanson Son of a Sinner aux CMT Music Awards : le prix du clip vidéo masculin de l'année, le prix de la révélation par un clip vidéo de l'année, et le prix de la performance en avant-première numérique de l'année,. En mai 2023, un documentaire centré sur lui est diffusé sur Hulu, Jelly Roll: Save Me,. En juin 2023, il sort l'album Whitsitt Chapel, qui aborde sa religion ainsi que les thèmes du pêché, de l'amour et de la rédemption. Il y invite Brantley Gilbert, Struggle Jennings, Yelawolf et Lainey Wilson.

## Style
Dans les années 2010, sa musique est dans un style country rap,. En 2015, pour Noisey, sa musique est « une célébration de la vie sudiste ». L'hebdomadaire San Antonio Current le loue pour sa narration. Ses influences sont alors UGK, 8Ball and MJG et Three 6 Mafia,.
Durant les années 2020, il opte pour un virage stylistique country rock. Ses paroles sont confessionnelles et centrées sur les moments difficiles de sa vie, abordant notamment son passé de criminel et de toxicomane,,. En 2023, HipHopDX décrit son chant comme « imposant et fougueux ».

## Vie privée
Il a une fille, Bailee Ann DeFord, née le 8 mai 2008 et un fils né en 2016, Noah Buddy DeFord,,.
Le 31 août 2016, il se marie avec Bunnie XO, une modèle et animatrice de podcast, qu'il rencontre lors d'un concert à Las Vegas,,.
Il est chrétien de dénomination baptiste.